# Tibouchina castellensis
Tibouchina castellensis är en tvåhjärtbladig växtart som beskrevs av Alexander Curt Brade. Tibouchina castellensis ingår i släktet Tibouchina och familjen Melastomataceae. Inga underarter finns listade i Catalogue of Life.